# Power chord

Power chords en mi (acordes de mi quinta (Mi5, E5)).

El power chord (en español, literalmente acorde de potencia), también llamado acorde de quinta o acorde de quinta vacía, musicalmente es un intervalo armónico de quinta que pertenece a un acorde. Está formado por la fundamental (nota que da nombre al acorde), su quinta y en algunos casos se agrega la octava nota de la fundamental. Este tipo de armonización es recurrente y característica principalmente en estilos de música, como el rock, el punk y en el heavy metal. Se suelen usar muy frecuentemente con guitarra eléctrica distorsionada.